# Tidsaxel över partikelupptäckter
Detta är en tidsaxel över upptäckter av subatomära partiklar. Den inkluderar alla partiklar som hittills har upptäckts och som verkar vara elementära (det vill säga odelbara) givet den bästa tillgängliga bevisningen. Tidsaxeln innehåller även upptäckter av sammansatta partiklar och antipartiklar som är av särskild historisk betydelse.
Inklusionskriterierna är, mer specifikt:
- Elementära partiklar från standardmodellen för partikelfysik. Standardmodellen är den mest omfattande befintliga modellen av partikelbeteende. Alla partiklar som förekommer i standardmodellen – inklusive Higgsbosonen – har verifierats, och alla andra observerade partiklar är kombinationer av två eller flera partiklar som förekommer i standardmodellen.
- Antipartiklar som är historiskt viktiga för utvecklingen av partikelfysiken, specifikt positronen och antiprotonen. Upptäckterna av dessa partiklar krävde väldigt annorlunda experimentella metoder, jämfört med upptäckterna  av deras materiella motsvarigheter. Detta bevisar att alla partiklar har en antipartikel – en idé som är grundläggande för kvantfältteorin, det moderna matematiska ramverket för partikelfysik.  Vid de flesta efterföljande partikelupptäckterna, upptäcktes partiklarna och deras antipartiklar väsentligen samtidigt.
- Sammansatta partiklar, vars upptäckt var den första partikelupptäckten som innehåller en viss elementär beståndsdel, eller var avgörande för förståelsen av partikelfysik.

| Tid  | Händelse |
| ---- | --- |
| 1800 | William Herschel upptäcker "värmestrålar". |
| 1801 | Johann Wilhelm Ritter observerar att osynliga strålar bortom den violetta ändan av det synliga spektrumet påverkade silverkloridindränkt ljuskänsligt papper mer än vanligt ljus gjorde. Han kallade dem "oxiderande strålar" för att betona den kemiska reaktiviteten och för att skilja dem från "värmestrålar" i den andra änden av det osynliga spektrumet (som båda senare fastställdes vara fotoner). Den mer generella termen "kemiska strålar" antogs kort därefter för att beskriva oxiderande strålar, och den var populär under hela 1800-talet. Termerna "kemiska strålar" och "värmestrålar" föll så småningom ur bruk till förmån för ultraviolett respektive infraröd strålning. |
| 1895 | Den tyska fysikern Victor Schumann upptäcker ultraviolett strålning under 200 nanometer (senare identifierad som fotoner) – kallad vakuumultraviolett eftersom den starkt absorberas av luft. Ozonlagret skyddar människor från denna strålning. |
| 1895 | Röntgenstrålning upptäcks av Wilhelm Röntgen (senare identifierad som fotoner). |
| 1897 | Elektronen upptäcks av J.J. Thomson. |
| 1899 | Alfastrålning upptäcks av Ernest Rutherford i strålning från uran. |
| 1900 | Gammastrålning (högenergetiska fotoner) upptäcks av Paul Ulrich Villard i radioaktivt sönderfall av uran. |
| 1911 | Atomkärnan identifieras av Ernest Rutherford efter att Hans Geiger och Ernest Marsden observerat spridning av alfapartiklar. |
| 1919 | Protonen upptäcks av Ernest Rutherford. |
| 1932 | Neutronen upptäcks av James Chadwick (förutsagd av Rutherford år 1920). |
| 1932 | Antielektronen (eller positronen), den först upptäckta antipartikeln, upptäcks av Carl D. Anderson (föreslagen av Paul Dirac år 1927 och av Ettore Majorana år 1928). |
| 1937 | Myonen (eller myleptonen) upptäcks av Seth Neddermeyer, Carl D. Anderson, J.C. Street och E.C. Stevenson, med hjälp av wilsonkammarmätningar av kosmisk strålning (misstogs vara pion till år 1947). |
| 1947 | Pionen (eller pimesonen) upptäcks av C. F. Powell's grupp (förutsagd av Hideki Yukawa år 1935). |
| 1947 | Kaonen (eller K-mesonen), den först upptäckta särpartikeln, upptäcks av George Dixon Rochester och Clifford Charles Butler. |
| 1947 | Lambdabaryonen Λ0 upptäcks vid en studie av interaktioner av kosmisk strålning. |
| 1955 | Antiprotonen upptäcks av Owen Chamberlain, Emilio Segrè, Clyde Wiegand och Thomas Ypsilantis. |
| 1956 | Elektronantineutrinon detekteras av Frederick Reines och Clyde Cowan (föreslagen av Wolfgang Pauli år 1930 för att förklara den skenbara brottet mot lagen om energins bevarande i betasönderfall). På den tiden kallades elektronantineutrinon enbart för neutrino eftersom det då bara fanns en känd neutrino. |
| 1962 | Myonneutrinon (eller my-neutrinon) visar sig vara skild från elektronneutrinon av en grupp ledd av Leon M. Lederman. |
| 1964 | Xi-baryonen upptäcks vid Brookhaven National Laboratory. |
| 1969 | Partoner (inre beståndsdelar i hadroner) observeras i djup inelastisk spridning mellan protoner och elektroner vid SLAC. Detta blev så småningom förknippat med kvarkmodellen (förutsagd av Murray Gell-Mann och George Zweig år 1964) och utgjorde därmed upptäckten av uppkvarken, nerkvarken och särkvarken. |
| 1974 | J/ψ-mesonen upptäcks oberoende av varann av två forskargrupper ledda av Burton Richter och Samuel C.C. Ting, vilket visar att det finns en charmkvark. (föreslagen av James Bjorken och Sheldon Glashow år 1964.) |
| 1975 | Tau-leptonen upptäcks av en grupp ledd av Martin Perl. |
| 1977 | Ypsilon-mesonen upptäcks av Fermilab, vilket visar att det finns en bottenkvark, (föreslagen av Makoto Kobayashi och Toshihide Maskawa år 1973). |
| 1979 | Gluonen observeras indirekt i three jet events vid DESY. |
| 1983 | W- och Z-bosoner upptäcks av UA1-experimentet vid CERN Carlo Rubbia och Simon van der Meer får nobelpris för upptäckten, (beräknat i detalj av Sheldon Glashow, Abdus Salam och Steven Weinberg). |
| 1995 | Toppkvarken upptäcks av Fermilab. |
| 1995 | Antiväte skapas och mäts av LEAR-experimentet vid CERN. |
| 2000 | Tauneutrinon observeras för första gången direkt vid Fermilab. |
| 2011 | Antihelium-4 skapas och mäts av Solenoidal Tracker at RHIC; den första partikeln som upptäcks vid experimentet. |
| 2012 | En partikel som uppvisar de flesta av de förväntade egenskaperna hos Higgsbosonen upptäcks oberoende av varann av de två forskargrupperna Compact Muon Solenoid och ATLAS-experimentet vid CERN:s Large Hadron Collider. |